# هارولد س. كونكلين
هارولد س. كونكلين (بالإنجليزية: Harold Conklin) هو عالم إنسان أمريكي، ولد في 27 أبريل 1926 في إيستون (بنسيلفانيا) في الولايات المتحدة، وتوفي في 18 فبراير 2016.